# Spaten-Löwenbräu-Gruppe

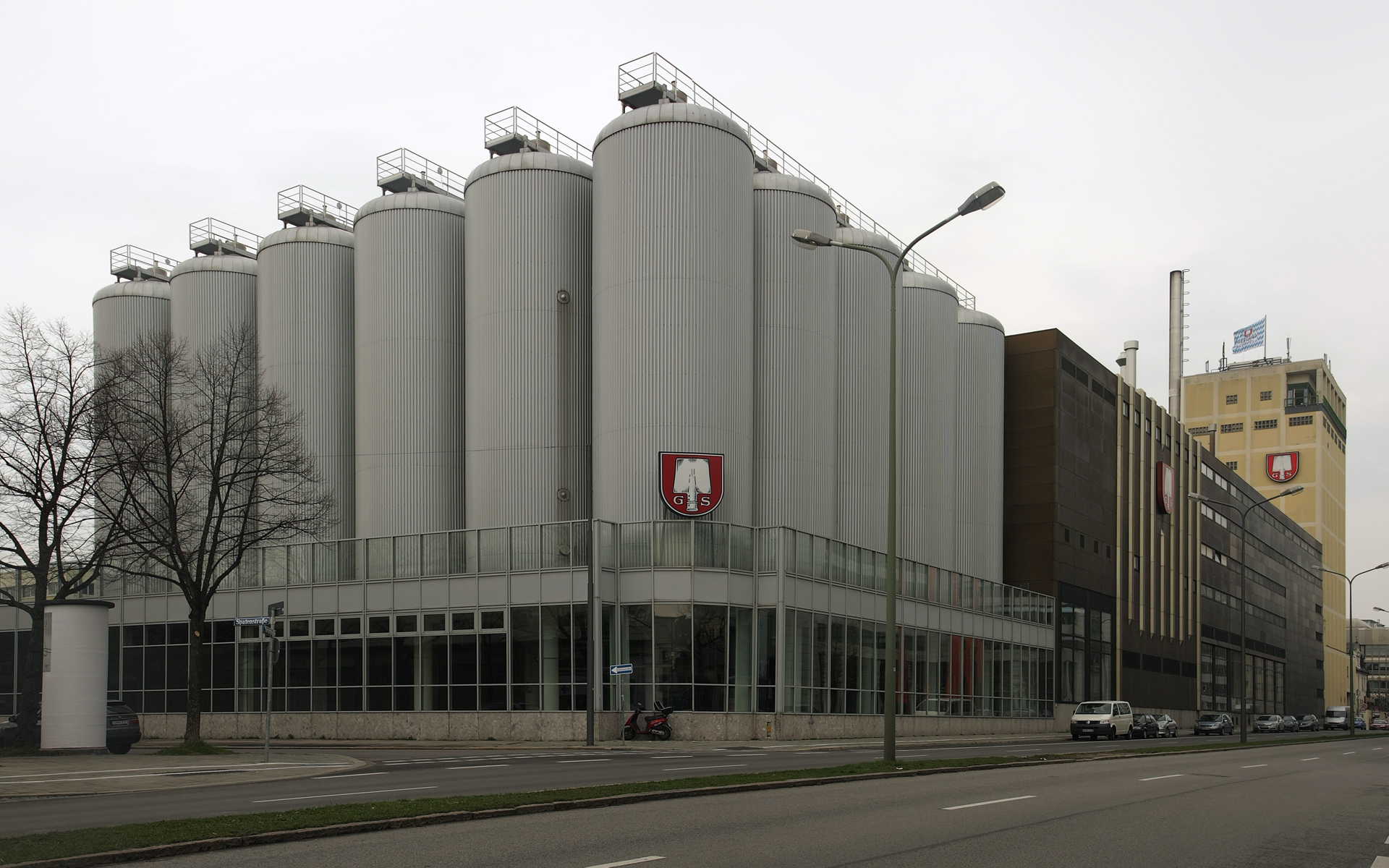
Cervecera Spaten-Franziskaner en Múnich.

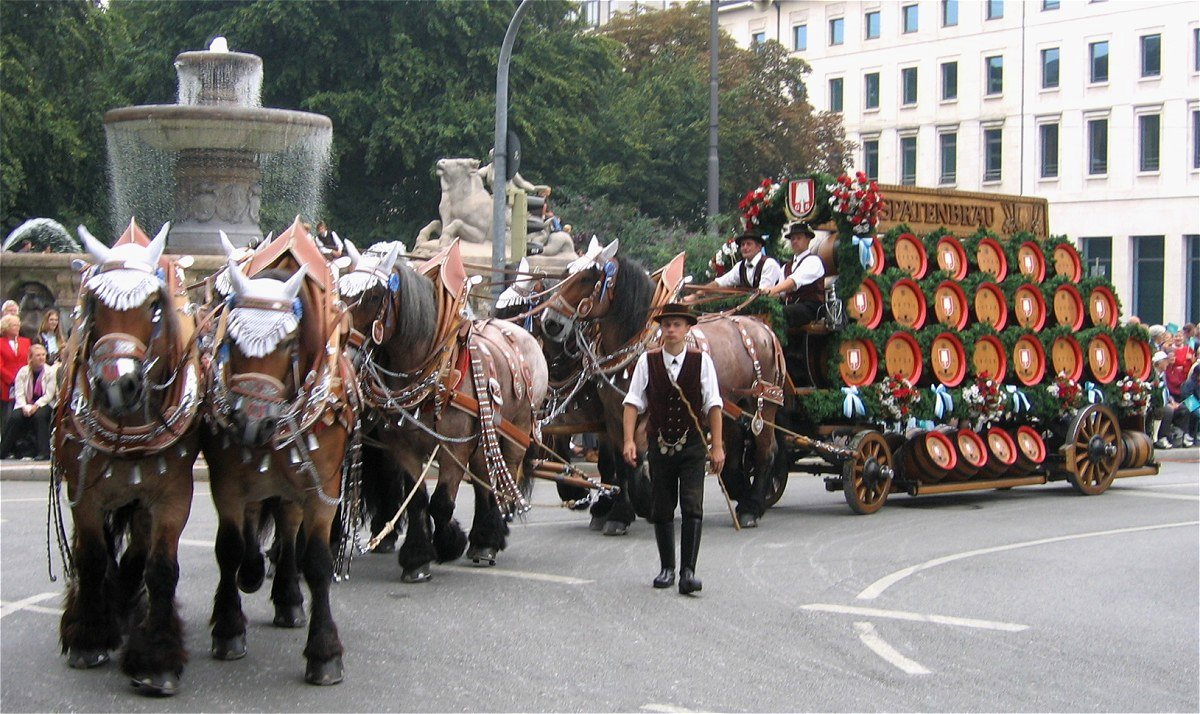
Carrozas en la ceremonia de iniciación de la Oktoberfest de Múnich en 2006.

El Spaten-Löwenbräu-Gruppe es una empresa que engloba las tradicionales cerveceras  Spaten-Franziskaner-Bräu GmbH y Löwenbräu AG con sede en Múnich. En 2003 el grupo belga Interbrew adquirió la empresa, la cual tras diferentes operaciones en 2004 y en 2008 pasó a denominarse Anheuser-Busch InBev.
El grupo embotella cervezas de las marcas Spatenbräu, Franziskaner, Löwenbräu y Beck's.

## Historia
En 1997 se fusionó Spaten-Franziskaner-Bräu con la vecina cervecera Löwenbräu para resultar Spaten-Löwenbräu-Gruppe. En 2003 se vendió el grupo a la empresa belga Interbrew y se segregó la división inmobiliaria al grupo SGI Sedelmayr Grund und Immobilien.
En 2004 Interbrew se fusionó con la empresa brasileña Companhia de Bebidas das Américas (AmBev) creando así el primer grupo por volumen de litros del mundo. En 2006 debido a la escasa actividad se cerró la histórica Sudhaus Spaten en la calle Marsstraße, para transformarse en un museo. La producción de todas las cervezas Spaten y Franziskaner continuará siendo realizada por Löwenbräu AG en la Sudhaus de la calle Nymphenburger Straße.
En 2008 hubo negociaciones entre InBev y Oetker-Gruppe para una posible venta de la cervecera al grupo Radeberger.

## Productos
- Münchner Hell (Helles) fue fabricado en 1894 por primera vez por una cervecera. La densidad primitiva del mosto es de >11,7 %. El contenido de alcohol es de 5,2 %.
- Pils fue la primera cervecera en Múnich en fabricarla >11,7 % de densidad primitiva del mosto y un 5,0 % de alcohol.
- Oktoberfestbier se elabora a comienzos del año para la Oktoberfest en septiembre-octubre. Tiene una densidad de >13,7 % y 5,9 % de alcohol.
- Diät-Pils, es una cerveza para los diabéticos (100 ml contienen un promedio de 134 kJ, 32 kcal). Tiene 4,9 % de alcohol.
- La cerveza sin alcohol tiene una densidad >7,3 %.
- La Weißbier de Franziskaner tiene 11,8 % densidad y 5,0 % de alcohol.
- Desde 2007 también existe una variante sin alcohol de Weißbier.